# نوک‌خاری تاسمانی
نوک‌خاری تاسمانی (نام علمی: Acanthiza ewingii) نام یک گونه از سرده نوک‌خاری است.